# 奧泰佩 (市鎮)
奧泰佩，是爱沙尼亚瓦尔加县的一个乡村型市镇。行政中心为奧泰佩。市镇面积为520平方公里，2021年时人口数量为6,493人。
在南爱沙尼亚语里，的意思是“熊头”。

## 行政管理
2017年爱沙尼亚行政改革后，原奥泰佩市镇、桑加斯泰市镇以及帕盧佩拉和普卡两市镇的大部分地区合并成新的奥泰佩市镇。
新的市镇包括非独立市奥泰佩、两个个小镇和52个村庄。